# Sulpiridă
Sulpirida este un antipsihotic atipic derivat de benzamidă, fiind utilizat în tratamentul schizofreniei și al psihozelor. Mai este utilizat și în tratamentul anxietății. Căile de administrare disponibile sunt orală și intramusculară. Este un antagonist dopaminergic al receptorilor D2.